# Олд-Риплі (Іллінойс)
Олд-Риплі (англ. Old Ripley) — селище (англ. village) в США, в окрузі Бонд штату Іллінойс. Населення — 82 особи (2020).

## Географія
Олд-Риплі розташований за координатами 38°53′34″ пн. ш. 89°34′19″ зх. д. / 38.89278° пн. ш. 89.57194° зх. д. (38.892728, -89.572040).  За даними Бюро перепису населення США в 2010 році селище мало площу 0,39 км², уся площа — суходіл.

## Демографія
Згідно з переписом 2010 року, у селищі мешкало 108 осіб у 43 домогосподарствах у складі 31 родини. Густота населення становила 275 осіб/км².  Було 50 помешкань (127/км²).
Расовий склад населення:
| - 99,1 % — білих |

До двох чи більше рас належало 0,9 %. Частка іспаномовних становила 3,7 % від усіх жителів.
За віковим діапазоном населення розподілялося таким чином: 20,4 % — особи молодші 18 років, 64,8 % — особи у віці 18—64 років, 14,8 % — особи у віці 65 років та старші. Медіана віку мешканця становила 41,0 року. На 100 осіб жіночої статі у селищі припадало 134,8 чоловіків;  на 100 жінок у віці від 18 років та старших — 145,7 чоловіків також старших 18 років.
Середній дохід на одне домашнє господарство  становив 37 354 долари США (медіана — 34 375), а середній дохід на одну сім'ю — 40 262 долари (медіана — 46 250). За межею бідності перебувало 12,0 % осіб, у тому числі 75,0 % дітей у віці до 18 років та 8,0 % осіб у віці 65 років та старших.
Цивільне працевлаштоване населення становило 45 осіб. Основні галузі зайнятості: освіта, охорона здоров'я та соціальна допомога — 31,1 %, роздрібна торгівля — 24,4 %, мистецтво, розваги та відпочинок — 20,0 %.